# اختفاء السيدة فرانسيس كارفاكس
اختفاء السيدة فرانسيس كارفاكس (The Disappearance of Lady Frances Carfax) واحدة من 56 قصة قصيرة لــ شرلوك هولمز من تأليف السير ارثر كونان دويل. وهي واحدة من ثمانية قصص قصيرة من سلسلة قوسه الأخير: بعض ذكريات شيرلوك هولمز، نشرت القصة في عام 1911.

## الحبكة
إنّ هذه القصة من القصص القليلة التي يضطر فيها الدكتور واتسون للعمل بمفرده لفترة طويلة خلال الحبكة، بينما يبقى هولمز في الخلفية. يرسل هولمز الدكتور واتسون إلى لوزان للتحقيق في اختفاء الليدي فرانسيس كارفكس، حيث أنه مشغول جدًا في لندن.
الليدي فرانسيس هي امرأة عزباء، حُرمت من وراثة ثروة كبيرة بسبب جنسها، لكنها تحمل معها مجوهرات ثمينة. كان من عادتها أن تكتب لمدرستها القديمة، الآنسة دوبني، كل أسبوعين، لكن لم يصل منها أي رسالة منذ خمسة أسابيع. غادرت فندق "ناشيونال" إلى وجهة غير معروفة، وكانت آخر عمليتين مصرفيتين لها شيكين: أحدهما لدفع فاتورة الفندق، والآخر بمبلغ 50 جنيهًا إسترلينيًا لخادمتها ماري ديفين.

## الترجمة العربية
تم ترجمة القصة إلى اللغة العربية بعنوان: اختفاء السيدة فرانسيس كارفاكس، مؤسسة هنداوي، ترجمة زينب عاطف ومراجعة شيماء طه الريدي.